# Eva Pfaff
Pour les articles homonymes, voir Pfaff.
Eva Pfaff (née le 10 février 1961 à Königstein) est une joueuse professionnelle de tennis allemande (ex-RFA). Elle a joué dans les années 1980 et participé à ses derniers tournois en 1993.
Elle a atteint le 17e rang mondial en simple le 21 novembre 1983 et le 16e en double le 4 juillet 1988.
En 1982, elle joue les quarts de finale à l'Open d'Australie (battue par Andrea Jaeger), sa meilleure performance en Grand Chelem.

## Palmarès

### Titre en simple dames
| No | Date       | Nom et lieu du tournoi               | Catégorie | Dotation | Surface         | Finaliste           | Score    |          |
| -- | ---------- | ------------------------------------ | --------- | -------- | --------------- | ------------------- | -------- | -------- |
| 1  | 15/02/1982 | Avon Futures of Tennessee, Nashville | Futures   | 40 000 $ | Moquette (int.) | Leigh-Anne Thompson | 6-3, 7-5 | Parcours |

### Finales en simple dames
| No | Date       | Nom et lieu du tournoi                           | Catégorie | Dotation  | Surface         | Vainqueure           | Score    |          |
| -- | ---------- | ------------------------------------------------ | --------- | --------- | --------------- | -------------------- | -------- | -------- |
| 1  | 25/01/1982 | Avon Futures of Western Pennsylvania, Pittsburgh | Futures   | 40 000 $  | Moquette (int.) | Claudia Kohde-Kilsch | 6-4, 6-0 | Parcours |
| 2  | 04/07/1983 | Fila Europa Cup, Hambourg                        |           | 100 000 $ | Terre (ext.)    | Andrea Temesvári     | 6-4, 6-2 | Parcours |

### Titre en double dames
| No | Date       | Nom et lieu du tournoi                    | Catégorie | Dotation  | Surface         | Partenaire           | Finalistes                          | Score         |          |
| -- | ---------- | ----------------------------------------- | --------- | --------- | --------------- | -------------------- | ----------------------------------- | ------------- | -------- |
| 1  | 21/07/1980 | Sparkassen Austrian Cup Kitzbühel         |           | 50 000 $  | Terre (ext.)    | Claudia Kohde-Kilsch | Hana Mandlíková Renáta Tomanová     | Forfait       | Parcours |
| 2  | 13/07/1981 | Austrian Open Kitzbühel                   |           | 50 000 $  | Terre (ext.)    | Claudia Kohde-Kilsch | Elizabeth Little Yvonne Vermaak     | 6-4, 6-3      | Parcours |
| 3  | 21/02/1983 | Virginia Slims of Oakland Oakland         |           | 150 000 $ | Moquette (int.) | Claudia Kohde-Kilsch | Rosie Casals Wendy Turnbull         | 6-4, 4-6, 6-4 | Parcours |
| 4  | 11/07/1983 | Freiburg Fribourg-en-Brisgau              |           | 50 000 $  | Terre (ext.)    | Bettina Bunge        | Ivanna Madruga-Osses Emilse Raponi  | 6-1, 6-2      | Parcours |
| 5  | 06/04/1987 | Family Circle Mag. Cup Hilton Head        |           | 300 000 $ | Terre (ext.)    | Mercedes Paz         | Zina Garrison Lori McNeil           | 7-6, 7-5      | Parcours |
| 6  | 08/02/1988 | Virginia Slims of Dallas Dallas           | Tier III  | 250 000 $ | Moquette (int.) | Lori McNeil          | Gigi Fernández Zina Garrison        | 2-6, 6-4, 7-5 | Parcours |
| 7  | 11/04/1988 | Bausch & Lomb Championships Amelia Island | Tier II   | 300 000 $ | Terre (ext.)    | Zina Garrison        | Katrina Adams Penny Barg            | 4-6, 6-2, 7-6 | Parcours |
| 8  | 13/06/1988 | Pilkington Glass Championships Eastbourne | Tier III  | 250 000 $ | Gazon (ext.)    | Elizabeth Smylie     | Belinda Cordwell Dinky Van Rensburg | 6-3, 7-6      | Parcours |
| 9  | 08/10/1990 | BMW European Indoors Zurich               | Tier II   | 350 000 $ | Moquette (int.) | Manon Bollegraf      | Catherine Suire Dinky Van Rensburg  | 7-5, 6-4      | Parcours |

### Finales en double dames
| No | Date       | Nom et lieu du tournoi                    | Catégorie  | Dotation  | Surface         | Vainqueures                        | Partenaire           | Score         |          |
| -- | ---------- | ----------------------------------------- | ---------- | --------- | --------------- | ---------------------------------- | -------------------- | ------------- | -------- |
| 1  | 12/01/1981 | Avon Futures of Toronto Toronto           | Futures    | 30 000 $  | Dur (int.)      | Marjorie Blackwood Susan Leo       | Claudia Kohde-Kilsch | 5-7, 7-6, 7-6 | Parcours |
| 2  | 15/11/1982 | National Panasonic Open Brisbane          | Series 4   | 125 000 $ | Gazon (ext.)    | Billie Jean King Anne Smith        | Claudia Kohde-Kilsch | 6-3, 6-4      | Parcours |
| 3  | 22/11/1982 | Building Society NSW Open Sydney          | Series 4   | 125 000 $ | Gazon (ext.)    | Martina Navrátilová Pam Shriver    | Claudia Kohde-Kilsch | 6-2, 2-6, 7-6 | Parcours |
| 4  | 02/12/1982 | Marlboro Australian Open Melbourne        | G. Chelem  | 350 000 $ | Gazon (ext.)    | Martina Navrátilová Pam Shriver    | Claudia Kohde-Kilsch | 6-4, 6-2      | Parcours |
| 5  | 21/03/1983 | Virginia Slims Championships New York     | Masters    | 350 000 $ | Moquette (int.) | Martina Navrátilová Pam Shriver    | Claudia Kohde-Kilsch | 7-5, 6-2      | Parcours |
| 6  | 16/05/1983 | German Open Berlin                        |            | 150 000 $ | Terre (ext.)    | Jo Durie Anne Hobbs                | Claudia Kohde-Kilsch | 6-4, 7-6      | Parcours |
| 7  | 01/10/1984 | Virginia Slims of Los Angeles Los Angeles | VS Tour C3 | 150 000 $ | Dur (ext.)      | Chris Evert Wendy Turnbull         | Bettina Bunge        | 6-2, 6-4      | Parcours |
| 8  | 15/10/1984 | Porsche Grand Prix Filderstadt            |            | 150 000 $ | Dur (int.)      | Claudia Kohde-Kilsch Helena Suková | Bettina Bunge        | 6-2, 4-6, 6-3 | Parcours |
| 9  | 12/11/1984 | National Panasonic Open Brisbane          | VS Tour C1 | 150 000 $ | Gazon (ext.)    | Martina Navrátilová Pam Shriver    | Bettina Bunge        | 6-3, 6-2      | Parcours |
| 10 | 20/05/1985 | Swiss Open Lugano                         |            | 100 000 $ | Terre (ext.)    | Bonnie Gadusek Helena Suková       | Bettina Bunge        | 6-2, 6-4      | Parcours |
| 11 | 02/11/1987 | Virginia Slims of New England Worcester   |            | 250 000 $ | Moquette (int.) | Elise Burgin Rosalyn Fairbank      | Bettina Bunge        | 6-4, 6-4      | Parcours |

## Parcours en Grand Chelem

### En simple dames
| Année | Open d'Australie (janvier) | Open d'Australie (janvier) | Internationaux de France | Internationaux de France | Wimbledon       | Wimbledon        | US Open         | US Open           | Open d'Australie (décembre) | Open d'Australie (décembre) |
| ----- | -------------------------- | -------------------------- | ------------------------ | ------------------------ | --------------- | ---------------- | --------------- | ----------------- | --------------------------- | --------------------------- |
| 1981  | n/a                        | n/a                        | 3e tour (1/16)           | Chris Evert              | 2e tour (1/32)  | Renáta Tomanová  | 1er tour (1/64) | Andrea Buchanan   | 2e tour (1/16)              | Sue Barker                  |
| 1982  | n/a                        | n/a                        | 2e tour (1/32)           | Tracy Austin             | 2e tour (1/32)  | Pat Medrado      | 1er tour (1/64) | Lisa Bonder       | 1/4 de finale               | Andrea Jaeger               |
| 1983  | n/a                        | n/a                        | 1er tour (1/64)          | Iva Budařová             | 4e tour (1/8)   | Virginia Wade    | 1er tour (1/64) | Helena Suková     | 3e tour (1/8)               | Zina Garrison               |
| 1984  | n/a                        | n/a                        | 3e tour (1/16)           | Laura Arraya             | 1er tour (1/64) | Pam Shriver      | -               | -                 | 1er tour (1/32)             | Andrea Leand                |
| 1985  | n/a                        | n/a                        | 1er tour (1/64)          | Helena Suková            | 2e tour (1/32)  | Robin White      | 1er tour (1/64) | Hu Na             | -                           | -                           |
| 1986  | n/a                        | n/a                        | 1er tour (1/64)          | Larisa Savchenko         | 1er tour (1/64) | Jane Forman      | 2e tour (1/32)  | Zina Garrison     | n/a                         | n/a                         |
| 1987  | 3e tour (1/16)             | Zina Garrison              | 1er tour (1/64)          | Chris Evert              | 1er tour (1/64) | Hu Na            | 1er tour (1/64) | Elizabeth Smylie  | n/a                         | n/a                         |
| 1988  | 1er tour (1/64)            | Pam Shriver                | 2e tour (1/32)           | Susan Sloane             | 1er tour (1/64) | Louise Field     | 1er tour (1/64) | Elise Burgin      | n/a                         | n/a                         |
| 1989  | 2e tour (1/32)             | Hana Mandlíková            | 1er tour (1/64)          | Laura Golarsa            | 2e tour (1/32)  | Natasha Zvereva  | 1er tour (1/64) | Hana Mandlíková   | n/a                         | n/a                         |
| 1990  | 1er tour (1/64)            | Donna Faber                | -                        | -                        | 2e tour (1/32)  | Nathalie Tauziat | -               | -                 | n/a                         | n/a                         |
| 1991  | 2e tour (1/32)             | Pam Shriver                | -                        | -                        | -               | -                | 1er tour (1/64) | Jennifer Capriati | n/a                         | n/a                         |

À droite du résultat, l’ultime adversaire.

### En double dames
| Année | Open d'Australie (janvier)    | Open d'Australie (janvier) | Internationaux de France      | Internationaux de France  | Wimbledon                     | Wimbledon                     | US Open                     | US Open                     | Open d'Australie (décembre)   | Open d'Australie (décembre) |
| ----- | ----------------------------- | -------------------------- | ----------------------------- | ------------------------- | ----------------------------- | ----------------------------- | --------------------------- | --------------------------- | ----------------------------- | --------------------------- |
| 1981  | n/a                           | n/a                        | 2e tour (1/16) Lena Sandin    | R. Maršíková R. Tomanová  | 2e tour (1/16) Lucia Romanov  | R. Fairbank Tanya Harford     | 1er tour (1/32) H. Ludloff  | M. L. Piatek Wendy White    | 1er tour (1/16) C. Tanvier    | Chris O'Neil Mimi Wikstedt  |
| 1982  | n/a                           | n/a                        | 3e tour (1/8) R. Tomanová     | K. Horvath Y. Vermaak     | 2e tour (1/16) Helena Suková  | M. L. Piatek Wendy White      | 1er tour (1/32) R. Tomanová | Chris Evert B. J. King      | Finale Kohde-Kilsch           | Navrátilová Pam Shriver     |
| 1983  | n/a                           | n/a                        | 1/4 de finale Kohde-Kilsch    | Jo Durie Anne Hobbs       | 1/4 de finale Kohde-Kilsch    | Jo Durie Anne Hobbs           | -                           | -                           | 1/4 de finale R. Fairbank     | Navrátilová Pam Shriver     |
| 1984  | n/a                           | n/a                        | 1er tour (1/32) Bettina Bunge | Hetherington H. Pelletier | 1er tour (1/32) Bettina Bunge | Paula Smith Wendy White       | -                           | -                           | 1er tour (1/16) Bettina Bunge | B. Potter Sharon Walsh      |
| 1985  | n/a                           | n/a                        | 1/4 de finale Bettina Bunge   | B. Nagelsen Anne White    | 3e tour (1/8) Bettina Bunge   | Jo Durie Chris Evert          | 3e tour (1/8) Bettina Bunge | C. Lindqvist J. Russell     | -                             | -                           |
| 1986  | n/a                           | n/a                        | 3e tour (1/8) Bettina Bunge   | S. Cherneva L. Savchenko  | 1er tour (1/32) D. Balestrat  | C. Lindqvist Virginia Wade    | 3e tour (1/8) A. Temesvári  | Zina Garrison Kathy Rinaldi | n/a                           | n/a                         |
| 1987  | 1/4 de finale C. Lindqvist    | Patricia Hy Etsuko Inoue   | 1/4 de finale Mercedes Paz    | Steffi Graf G. Sabatini   | 1er tour (1/32) Mercedes Paz  | A. M. Fernández J. Richardson | 2e tour (1/16) Mercedes Paz | D. Balestrat Hu Na          | n/a                           | n/a                         |
| 1988  | -                             | -                          | 1er tour (1/32) S. Rehe       | Penny Barg Mercedes Paz   | 1/4 de finale E. Smylie       | Steffi Graf G. Sabatini       | 1er tour (1/32) E. Smylie   | R. Fairbank S. Rehe         | n/a                           | n/a                         |
| 1989  | 2e tour (1/16) N. Herreman    | Lise Gregory Ronni Reis    | 2e tour (1/16) M. Bollegraf   | C. Benjamin Van Rensburg  | 3e tour (1/8) M. Bollegraf    | Jana Novotná Helena Suková    | 3e tour (1/8) C. Suire      | L. Savchenko N. Zvereva     | n/a                           | n/a                         |
| 1990  | 2e tour (1/16) Rennae Stubbs  | Patty Fendick MJ Fernández | -                             | -                         | 1er tour (1/32) Rennae Stubbs | Patty Fendick Zina Garrison   | 2e tour (1/16) I. Demongeot | Katrina Adams Laura Arraya  | n/a                           | n/a                         |
| 1991  | 1er tour (1/32) Rennae Stubbs | L. Neiland N. Zvereva      | 1er tour (1/32) Rennae Stubbs | Sandy Collins Mary Pierce | 2e tour (1/16) Rennae Stubbs  | Gretchen Rush Robin White     | 2e tour (1/16) C. Porwik    | G. Fernández Navrátilová    | n/a                           | n/a                         |
| 1992  | 2e tour (1/16) Linda Wild     | Kohde-Kilsch J. Wiesner    | 2e tour (1/16) C. Suire       | Tracey Morton Clare Wood  | 1er tour (1/32) C. Suire      | Louise Field Lise Gregory     | -                           | -                           | n/a                           | n/a                         |

Sous le résultat, la partenaire ; à droite, l’ultime équipe adverse.

### En double mixte
| Année | Open d'Australie (janvier),  | Open d'Australie (janvier), | Internationaux de France  | Internationaux de France  | Wimbledon                    | Wimbledon                   | US Open                      | US Open                    | Open d'Australie (décembre), | Open d'Australie (décembre), |
| ----- | ---------------------------- | --------------------------- | ------------------------- | ------------------------- | ---------------------------- | --------------------------- | ---------------------------- | -------------------------- | ---------------------------- | ---------------------------- |
| 1981  | n/a                          | n/a                         | 1/4 de finale Rick Fagel  | Andrea Jaeger Jimmy Arias | -                            | -                           | 1er tour (1/16) Rick Fagel   | Marian Kremer Tiger Buford | n/a                          | n/a                          |
| 1983  | n/a                          | n/a                         | 3e tour (1/8) D. Naegelen | P. Teeguarden Fred Stolle | 3e tour (1/8) Eric Fromm     | Zina Garrison Rodney Harmon | 1er tour (1/16) D. Ralston   | W. Turnbull John Lloyd     | n/a                          | n/a                          |
| 1985  | n/a                          | n/a                         | 2e tour (1/16) S. Hermann | P. Teeguarden Ivan Kley   | -                            | -                           | -                            | -                          | n/a                          | n/a                          |
| 1986  | n/a                          | n/a                         | -                         | -                         | 3e tour (1/8) Steve Denton   | Kathy Jordan Ken Flach      | 1er tour (1/16) Steve Denton | B. Nagelsen Scott Davis    | n/a                          | n/a                          |
| 1988  | -                            | -                           | -                         | -                         | 1er tour (1/32) Mike Bauer   | Hetherington Ricardo Acuña  | -                            | -                          | n/a                          | n/a                          |
| 1990  | -                            | -                           | -                         | -                         | 1er tour (1/32) Nduka Odizor | Lori McNeil Robert Seguso   | 1er tour (1/16) Nduka Odizor | B. Schultz Tomáš Šmíd      | n/a                          | n/a                          |
| 1991  | 1er tour (1/16) Sven Salumaa | R. McQuillan K. Evernden    | 2e tour (1/16) N. Pereira | B. Schultz M. Koevermans  | 1er tour (1/32) Neil Broad   | Jo Durie Jeremy Bates       | 2e tour (1/8) Nick Brown     | A. Sánchez E. Sánchez      | n/a                          | n/a                          |

Sous le résultat, le partenaire ; à droite, l’ultime équipe adverse.

## Parcours aux Masters

### En double dames
| # | Date       | Nom de l'édition                      | ($)     | Surface         | Résultat      | Partenaire           | Ultimes adversaires                | Score    |          |
| - | ---------- | ------------------------------------- | ------- | --------------- | ------------- | -------------------- | ---------------------------------- | -------- | -------- |
| 1 | 21/03/1983 | Virginia Slims Championships New York | 350 000 | Moquette (int.) | Finale        | Claudia Kohde-Kilsch | Martina Navrátilová Pam Shriver    | 7-5, 6-2 | Parcours |
| 2 | 17/03/1986 | Virginia Slims Championships New York | 500 000 | Moquette (int.) | 1/4 de finale | Bettina Bunge        | Claudia Kohde-Kilsch Helena Suková | 6-2, 6-3 | Parcours |

## Parcours en Coupe de la Fédération
| #                                                                                      | Date       | Lieu        | Surface      | Gagnante(s)                    | Perdante(s)                      | Score          |          |
|                                                                                        |            |             |              |                                |                                  |                |          |
| 1982 - 1er tour (groupe mondial) - Portugal - Allemagne de l'Ouest - 0 : 3             |            |             |              |                                |                                  |                |          |
| 1                                                                                      | 19/07/1982 | Santa Clara | Dur (ext.)   | Claudia Kohde-Kilsch Eva Pfaff | Deborah Fiuza Leonora Peralta    | 6-0, 6-1       | Parcours |
|                                                                                        |            |             |              |                                |                                  |                |          |
| 1982 - 1/2 finale (groupe mondial) - Allemagne de l'Ouest - Australie - 3 : 0          |            |             |              |                                |                                  |                |          |
| 2                                                                                      | 19/07/1982 | Santa Clara | Dur (ext.)   | Bettina Bunge Eva Pfaff        | Susan Leo Wendy Turnbull         | 6-4, 0-6, 6-4  | Parcours |
|                                                                                        |            |             |              |                                |                                  |                |          |
| 1983 - 1er tour (groupe mondial) - Espagne - Allemagne de l'Ouest - 0 : 3              |            |             |              |                                |                                  |                |          |
| 3                                                                                      | 18/07/1983 | Zurich      | Terre (ext.) | Claudia Kohde-Kilsch Eva Pfaff | Ana Almansa Elena Guerra         | 6-2, 6-1       | Parcours |
|                                                                                        |            |             |              |                                |                                  |                |          |
| 1983 - 2e tour (groupe mondial) - Japon - Allemagne de l'Ouest - 0 : 3                 |            |             |              |                                |                                  |                |          |
| 4                                                                                      | 18/07/1983 | Zurich      | Terre (ext.) | Eva Pfaff                      | Masako Yanagi                    | 6-3, 6-3       | Parcours |
| 4                                                                                      | 18/07/1983 | Zurich      | Terre (ext.) | Petra Keppeler Eva Pfaff       | Kumiko Okamoto Masako Yanagi     | 7-6, 7-5       | Parcours |
|                                                                                        |            |             |              |                                |                                  |                |          |
| 1983 - 1/4 de finale (groupe mondial) - Grande-Bretagne - Allemagne de l'Ouest - 1 : 2 |            |             |              |                                |                                  |                |          |
| 5                                                                                      | 18/07/1983 | Zurich      | Terre (ext.) | Jo Durie Anne Hobbs            | Bettina Bunge Eva Pfaff          | 3-6, 6-4, 10-8 | Parcours |
|                                                                                        |            |             |              |                                |                                  |                |          |
| 1983 - 1/2 finale (groupe mondial) - Suisse - Allemagne de l'Ouest - 0 : 3             |            |             |              |                                |                                  |                |          |
| 6                                                                                      | 18/07/1983 | Zurich      | Terre (ext.) | Petra Keppeler Eva Pfaff       | Petra Delhees C. Jolissaint      | 6-3, 6-4       | Parcours |
|                                                                                        |            |             |              |                                |                                  |                |          |
| 1983 - Finale (groupe mondial) - Tchécoslovaquie - Allemagne de l'Ouest - 2 : 1        |            |             |              |                                |                                  |                |          |
| 7                                                                                      | 17/07/1983 | Zurich      | Terre (ext.) | Claudia Kohde-Kilsch Eva Pfaff | Iva Budařová Marcela Skuherská   | 3-6, 6-2, 6-1  | Parcours |
|                                                                                        |            |             |              |                                |                                  |                |          |
| 1988 - 1er tour (groupe mondial) - Allemagne de l'Ouest - Mexique - 3 : 0              |            |             |              |                                |                                  |                |          |
| 8                                                                                      | 05/12/1988 | Melbourne   |              | Isabel Cueto Eva Pfaff         | Lucila Becerra Claudia Hernandez | 7-65, 6-2      | Parcours |
|                                                                                        |            |             |              |                                |                                  |                |          |
| 1988 - 2e tour (groupe mondial) - Allemagne de l'Ouest - France - 3 : 0                |            |             |              |                                |                                  |                |          |
| 9                                                                                      | 05/12/1988 | Melbourne   |              | Isabel Cueto Eva Pfaff         | Maïder Laval Catherine Suire     | 6-4, 4-6, 6-1  | Parcours |

## Classements WTA en fin de saison

### En simple
| Année | 1983 | 1984 | 1985 | 1986 | 1987 | 1988 | 1989 | 1990 | 1991 | 1992 |
| Rang  | 17   | 31   | 31   | 58   | 44   | 74   | 104  | 153  | 201  | 419  |

Source : (en) « Classements de Eva Pfaff », sur le site officiel du WTA Tour

### En double
| Année | 1986 | 1987 | 1988 | 1989 | 1990 | 1991 | 1992 |
| Rang  | 32   | 25   | 21   | 44   | 38   | 80   | 96   |

Source : (en) « Classements de Eva Pfaff », sur le site officiel du WTA Tour